# Crucifix de Santo Spirito
Le Crucifix de Santo Spirito est un crucifix en bois peint et étoupe durcie du grand peintre et sculpteur italien de la Renaissance Michel-Ange, conservée aujourd'hui en la basilique Santo Spirito à Florence après avoir été exposé pendant 36 ans (1964 - 2000) au musée de la Casa Buonarroti.

## Description

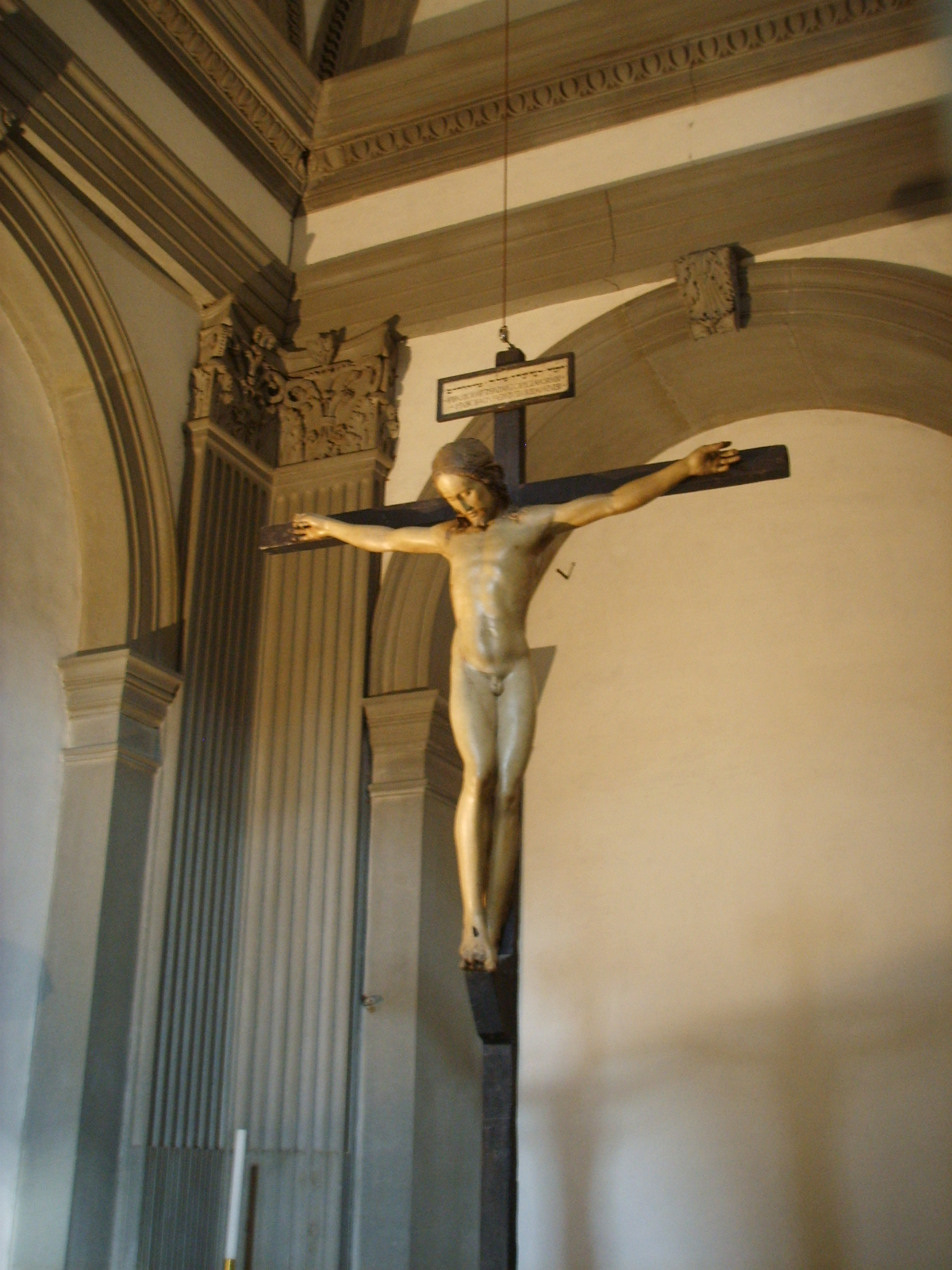
Une autre vue.

Le crucifix est une sculpture en bois polychrome et étoupe durcie, terminée en 1492 et attribuée à Michel-Ange en 2001. Il se trouve sur le maître-autel de l'église de Santa Maria del Santo Spirito à Florence en Italie. La particularité de cette œuvre provient du fait que le Christ est représenté par un corps d'adolescent en contrapposto, nu sur la croix (conformément aux écritures : « Ils se partagent mes vêtements, ils tirent au sort ma tunique »).
Tous les auteurs des Évangiles suggèrent la nudité, tandis que Jean en fournit les détails :

« Alors les soldats, quand ils eurent crucifié Jésus, prirent ses vêtements et firent quatre parts, à chaque soldat une part, et aussi son habit : désormais la tunique était sans couture, tissée tout au long depuis le haut. Après discussion ils décidèrent de ne pas la déchirer mais de la tirer au sort, ainsi fut accomplie l'Écriture qui dit : « Ils se sont partagé mes habits entre eux et ma tunique a été tirée au sort.  Voilà ce que firent les soldats. » »

— Évangile selon Jean ch. XIX, v. 23 (faisant référence au psaume XXII, v. 19).

## Histoire
Après la mort de son protecteur Laurent de Médicis, Michelangelo Buonarroti alors âgé de dix-sept ans a été hébergé au couvent de Santa Maria del Santo Spirito (Florence) où il a pu faire des études anatomiques sur les corps de défunts en provenance de l'hôpital du couvent. Ceci permit à Michel-Ange de représenter le corps humain dans le moindre détail.
En échange, il a sculpté un crucifix en bois qui a été placé sur le maître-autel. Michel-Ange a voulu humaniser le Christ en le représentant nu et sensuel, ce qui  fait scandale.
La particularité de la croix est que les inscriptions sur le titulus sont en grec, hébreu et latin, écrites de droite à gauche, comme le Titulus Crucis dans la basilique Sainte-Croix-de-Jérusalem. Le libellé est : « Jésus de Nazareth, roi des Juifs ». Toutes les Évangiles sont pratiquement d'accord sur cette inscription et Michel-Ange adopte celle rapportée par Jean.
Il existe des preuves de la rencontre de Jésus avec Ponce Pilate qui est la personne qui a écrit ce libellé.
« Ils ont dit au gouverneur romain d'écrire que Jésus était le « grand prêtre des Juifs » et non « le roi des Juifs » comme il affirmait, mais Pilate a refusé de modifier le texte de l'affiche : « Ce que j'ai écrit, je l'ai écrit », leur dit-il.
La blessure par la lance dans le flanc de Jésus par un soldat romain (Longin le Centurion) est également présente. Elle est l'accomplissement d'une autre écriture qui dit : « Ils regarderont celui qu'ils ont transpercé ». Son sang coulant de la blessure. Une blessure infligée pour nos péchés, peu après Jésus dit « C'est fini », baissa la tête et rendit l'âme.
L'œuvre de Michel-Ange a été reconnue dans les années 1960 pendant la classification des crucifix toscans par Margrit Lisner, qui lui en attribua la paternité et commença sa première restauration en 1964. La précise représentation anatomique du corps rend encore plus probable l'attribution.
Aujourd'hui, le crucifix est dans la sacristie octogonale de la Basilique Santa Maria del Santo Spirito.

## Autres crucifix attribués à Michel-Ange
- Crucifix en bois de tilleul (Michel-Ange)
- Crucifix d'ivoire de Montserrat

## Sources
- (en) Cet article est partiellement ou en totalité issu de l’article de Wikipédia en anglais intitulé « Crucifix (Michelangelo) » (voir la liste des auteurs).